# Climatologia a Catalunya el 2007
La climatologia a Catalunya el 2007 va ser termomètricament normal, però sec a la major part de Catalunya. La temperatura mitjana dels mesos de febrer, abril, maig i juny va estar per sobre de la mitjana climàtica a gairebé tot el territori. A partir d'agost i fins a final d'any, però, es van donar temperatures inferiors, resultant freda quasi tota la segona meitat de 2007. Pel que fa a gener, va ser fred a les depressions de l'interior però càlid a la resta, i març i juliol van tenir valors normals en general. Aquests períodes càlids i freds han donat com a resultat unes mitjanes properes a la mitjana climàtica a la major part de Catalunya. Va destacar el mes d'abril, amb anomalies positives de fins a 3 °C, i novembre amb valors de -4 °C respecte a la mitjana climàtica.
Pel que fa a la pluviometria, en termes generals, tots els mesos van estar per sota de la mitjana climàtica, tret d'abril, que va ser molt plujós a gairebé tot el territori, agost al sector oriental del Principat i octubre en alguns punts del país. Al llarg de l'any, els següents mesos van ser molt secs a gran part de Catalunya, amb valors per sota del 30% de la mitjana de precipitació: gener, juny, juliol, agost, setembre, novembre i desembre.
El còmput anual de la precipitació ha estat, doncs, per sota de la mitjana climàtica a tot el Principat, amb excepció de l'extrem meridional, on ha estat normal o fins i tot plujós. S'ha d'esmentar la manca de neu al Pirineu: el mes de gener va ser en alguns indrets el menys nivós de la darrera dècada.
Els episodis de temps més rigorós de l'any 2007 va ser l'episodi de precipitació dels dies 17 i 18 de febrer, les ventades del 7 al 10 i del 19 al 22 de març, l'episodi de precipitació del 31 de març al 3 d'abril, les ventades del dia 14 de maig, les tempestes del dia 21 de juliol a l'extrem sud, les tempestes del 6,7, 12 i 19 d'agost, l'episodi de calor dels dies 27 i 28 d'agost a punts de la meitat occidental de Catalunya, la pedregada del dia 17 de setembre a la depressió Central, l'episodi de fred del dia 15 al 18 de novembre, i les ventades del 7 al 12 de desembre.

## Temperatura
La temperatura a Catalunya ha estat, en general, al voltant dels valors climàtics normals. La temperatura mitjana anual presenta una distribució marcada per la distància al mar i per l'orografia, factors que determinen la gran diversitat climàtica de Catalunya. La isoterma de 16 °C abasta tot el litoral sud, bona part del litoral central i el cap de Creus, mentre que els valors més baixos, per sota de 4 °C, s'han registrat als sectors més elevats del Pallars Sobirà, del Pallars Jussà, de l'Alta Ribagorça i de la Val d'Aran.
Comparant la mitjana anual amb la mitjana climàtica, s'observa que en general, la temperatura mitjana de l'any 2007 ha estat dins dels valors normals. Les petites anomalies negatives corresponen, majoritàriament, a la part occidental de Catalunya i al litoral de Girona. Les positives, en canvi, destaquen al litoral central.
Els sectors en què l'any ha estat fred, amb anomalies negatives d'entre -0,5 i -1,5 °C són el Segrià, el Baix Empordà, el sud del Gironès i el sector oriental de la Selva, la part oriental de l'Alt Urgell, l'àrea compresa entre l'oest de la Garrotxa, el sud-est del Ripollès i l'extrem nord d'Osona, punts de la Noguera, el sector meridional del Vallès Oriental i l'extrem nord-occidental de la Val d'Aran.
D'altra banda, s'han donat lleugeres anomalies positives, entre 0,5 i 1,5 °C al litoral central, el Pla de l'Estany, l'oest de l'Alt Empordà i l'extrem nord-oriental de la Garrotxa, el nord del Berguedà, punts del nord de les comarques de la Ribera d'Ebre i del Priorat i el sector proper al cap de Salou.
Els valors normals d'aquest any no implica un comportament homogeni, sinó que són conseqüència de la successió de períodes freds i càlids, que han equilibrat el balanç final. Tret del mes de gener a l'interior de Catalunya i del març a bona part del territori, la primera meitat de l'any va ser, en general, càlida. Al juliol, en canvi, es van registrar valors normals, i des d'agost fins a final d'any, la temperatura va estar per sota de la mitjana.

## Precipitació
L'any 2007 ha estat sec a gairebé tot Catalunya, i fins i tot molt sec en alguns punts del país. L'única excepció es troba a l'extrem sud, on ha estat un any normal, arribant a ser plujós a la zona dels Ports. Al mapa de precipitació acumulada generat a partir de les estacions gestionades pel Servei Meteorològic de Catalunya, s'observa que la major part del territori es troba entre les isohietes de 250 i 550 mm. Només s'ha superat el llindar dels 550 mm al Pirineu, Prepirineu, l'àrea dels Ports, el Gironès, el Pla de l'Estany, el Montseny i punts del Tarragonès i del Baix Ebre oriental. Cal destacar que no s'han superat els 1.000 mm a cap estació d'alta muntanya; de fet, només una ha recollit precipitacions per sobre dels 900 mm. L'àrea més seca de Catalunya aquest any no ha arribat als 250 mm, i abasta bona part de la comarca del Segrià i l'extrem sud-oest de la Noguera.
Comparant els valors de precipitació recollida durant el 2007 amb les mitjanes climàtiques, l'any es pot considerar com a sec a gairebé la totalitat de Catalunya. Els punts on la manca de precipitació ha estat més important són el sector central del Berguedà, el nord de la Selva, l'extrem occidental de la Noguera i la part central del Segrià. S'ha de destacar també l'escassa precipitació, entre el 50 i el 70% respecte a la mitjana climàtica, a quasi tot el Prepirineu, la plana de Vic, el Vallès Oriental, bona part del litoral Central, el Segrià, la Segarra, l'Urgell, la Conca de Barberà, l'Alt Camp, el Baix Camp, l'Alt Penedès i l'extrem més nord-oriental de Catalunya. Només ha estat plujós a la zona dels Ports, degut als episodis dels mesos d'abril, juliol, octubre i desembre, i puntualment al Tarragonès.

## Anàlisi mensual

### Gener
Gener va ser un mes fred a les depressions i fondalades de l'interior de Catalunya i a punts del litoral i prelitoral de Girona, però càlid o molt càlid a la resta. Pel que fa a les precipitacions, va ser molt sec a gran part del territori.
La distribució de temperatures va estar determinada per les altes pressions dominants aquest mes. Les conseqüències d'aquesta situació van ser boires persistents a les valls i depressions de l'interior, responsables de les anomalies negatives, i nuvolositat baixa al litoral nord-est. Fora d'aquests indrets, es van donar valors per sobre de la mitjana, assolint màxims a la franja prelitoral els dies 19 i 20, accentuats pels vent de l'oest en superfície.
Aquest mes va ser molt sec a gran part de Catalunya, sec a la meitat occidental i normal a la zona a cavall entre les comarques de les Garrigues i el Segrià i a l'extrem sud del Montsià. Cal destacar l'escassetat de neu: en l'EMA de Bonaigua, el mes de gener va ser el menys nivós de la darrera dècada.

### Febrer
Termomètricament, el mes de febrer va ser càlid a gran part de Catalunya i pluviomètricament per sota dels valors normals, excepte al litoral i prelitoral de Girona, l'extrem sud del delta de l'Ebre i punts del litoral.
La mitjana de temperatura va estar per sobre dels valors mitjans climàtics a la major part del país, registrant anomalies entre 1 i 2 °C. Van destacar les anomalies superiors a 2,5 °C a la ciutat de Barcelona, el Baix Penedès, el Berguedà, punts del Baix Llobregat, el Maresme, el Priorat, la serra del Montsec i les parts més elevades del Ripollès. D'altra banda, a punts de la Noguera i del Segrià, la serra de Prades, i gran part del litoral i prelitoral de Girona, el mes s'ha de considerar normal. Per acabar, es van donar anomalies lleugerament negatives a punts del litoral i prelitoral de Girona.
Aquest mes va ser molt plujós a bona part de la comarca del Baix Empordà i sud de l'Alt Empordà, i plujós al prelitoral i litoral de Girona, l'extrem sud del delta de l'Ebre i punts del Barcelonès, el Baix Penedès i Tarragonès. Els valors de precipitació van ser normals a la zona central de la costa Daurada, la zona a cavall entre les Garrigues i l'Urgell i les parts més elevades del Pirineu. La resta de Catalunya va registrar valors per sota de la mitjana, especialment a la serralada del Montsec i el sud del Pallars Jussà, on el mes va ser molt sec.
Cal destacar les precipitacions dels dies 17 i 18, provocades per una pertorbació centrada sobre Catalunya, que va donar precipitacions més abundants a l'Alt i Baix Empordà.

### Març
El mes de març va ser termomètricament normal o fred a gran part de Catalunya, exceptuant punts del litoral central i del Priorat, i sec, tret del Pirineu i l'extrem sud del país.
La temperatura mitjana mensual va estar per sota de la mitjana climàtica a la serralada Pirinenca, muntanyes de Prades i punts del Gironès. Contràriament, es van donar valors per sobre de la mitjana climática al litoral central i a punts del Priorat. A la resta, les mitjanes van estar dins els valors normals, amb anomalies entre –0,5 °C i 0,5 °C.
Pluviomètricament, el mes va ser sec o molt sec a bona part del país, destacant les anomalies negatives de ponent i del quadrant nord-oriental. En canvi, va ser plujós a les parts més elevades del Pirineu, punts de la comarca de l'Anoia i l'extrem sud de Catalunya, i molt plujós a les parts més elevades del Pallars Sobirà i la Val d'Aran.
Són remarcables les ratxes màximes de vent que es van assolir aquest mes, superiors als 100 km/h a gran part del territori. Aquestes es van donar majoritàriament en dos episodis: del 7 al 10 i del 19 al 22.
D'altra banda, es va donar un episodi de neu entre el 19 i el 23, augmentant la cobertura del mantell nival en una temporada marcada per la manca de neu al Pirineu.

### Abril
Aquest mes va ser càlid a bona part de Catalunya i plujós o molt plujós, excepte a l'extrem nord-occidental i al cap de Creus.
Els valors termomètrics per sobre de la mitjana que es van donar a quasi tot el país es poden explicar per la persistència de situacions sinòptiques que van comportar vents dominants del segon i el tercer quadrant. Les anomalies positives més destacades es van registrar a punts del Prepirineu central, del Ripollès i del Priorat. Els valors de temperatura mitjana van ser normals a les parts més elevades del Pallars Sobirà, les muntanyes de Prades i punts de la depressió Central. Tan sols es van enregistrar anomalies lleugerament negatives a l'extrem sud.
Pel que fa a la precipitació, el mes va ser molt plujós a pràcticament la totalitat de Catalunya, degut, majoritàriament dels episodis de llevant, que van portar pluges importants a la meitat oriental del país. Com a excepció, abril va ser sec a l'extrem nord-oest i al cap de Creus, i fins i tot molt sec a punts de la Val d'Aran.
Entre el 31 de març i el 3 d'abril es van produir precipitacions, que van ser en forma de nevades al Pirineu, les quals van deixar gruixos importants. Com l'episodi de març, dites nevades van contrastar amb un inici de temporada escàs.

### Maig
Termomètricament, el mes de maig va ser càlid i sec a bona part del territori, exceptuant en l'aspecte pluviomètric els extrems nord-oest i nord-est, punts del prelitoral central i la Segarra.
El mes de maig va ser càlid a bona part de Catalunya, tret del Pirineu central i occidental, la serra de Prades i punts del Baix Empordà, del Gironès, del Montsià, de la Noguera, del Priorat i del Vallès Oriental, on va ser normal. Les anomalies positives van ser causades per situacions sinòptiques similars a les donades durant el mes d'abril, que van impedir la baixada de la temperatura. Només es van donar anomalies negatives a punts de la Noguera i a les parts més elevades del Pirineu Occidental.
A gran part del país, el mes va ser sec. En canvi, maig va ser un mes plujós a les parts més nord-occidentals, el quadrant nord-oriental i la franja litoral sud de Girona. S'ha d'esmentar que apareixen petites taques distribuïdes de manera caòtica sobre el territori, on la precipitació va estar per sobre de la mitjana, degut a episodis de caràcter convectiu, que van descarregar amb força puntualment.
Cal destacar les ventades del dia 14.

### Juny
Aquest mes es pot qualificar de càlid i sec o molt sec a tot el país.
Juny va ser un mes càlid a gran part del territori, perquè les situacions sinòptiques dominants van seguir el mateix patró que els dos mesos anteriors. Les anomalies positives van ser per sobre dels 2 °C a la zona del cap de Creus, al part central del Berguedà i la comarca del Priorat. A l'altre extrem, trobem el Pirineu central i occidental i l'extrem sud del país, on la temperatura va ser freda, amb anomalies per sota de -0,5 °C. Les àrees que van enregistrar valors normals van ser la serra de Prades, el Montsià, punts del Baix Ebre i de la depressió Central i al litoral i prelitoral sud de Girona.
Pel que fa a les precipitacions, la major part de Catalunya va estar per sota del 50% de la precipitació respecte a la mitjana climàtica, excepte als indrets on es van donar tempestes puntuals, que van aportar pràcticament la totalitat de la precipitació mensual. Les anomalies negatives van ser especialment importants al litoral i prelitoral de Barcelona i Tarragona.

### Juliol
Globalment, juliol va ser un mes normal des del punt de vista termomètric i molt sec.
Els valors de temperatura mitjana van ser normals a quasi tot el territori, o fins i tot freds a l'extrem meridional, el Pirineu occidental, el litoral del Baix Empordà i a punts de la depressió Central. Aquest fet s'explica per les situacions sinòptiques amb predomini del vent del primer quadrant. Només va ser un mes càlid a la zona compresa entre el Pirineu oriental, el Prepirineu oriental i la serra de les Alberes, amb anomalies per sobre de 0,5 °C.
Quasi tot el Principat va tenir precipitacions per sota del 30% de la mitjana climàtica. Tot i així, a l'extrem sud, el mes de juliol va ser molt plujós, degut a les tempestes del dia 21, que van deixar quantitats i intensitats elevades, suposant la major part de la precipitació total del mes.

### Agost
El mes d'agost es va caracteritzar per ser fred a gran part del territori català i plujós o molt plujós a la meitat oriental i al Pirineu central i sec o molt sec a la resta.
Es van enregistrar valors de temperatura per sota de la mitjana climàtica a bona part de Catalunya, amb anomalies entre -0,5 i -1,5 °C. La raó va ser la no oscil·lació estival del corrent en jet cap a latituds més elevades, fet que va comportar el pas de fronts de l'oest acompanyats d'aire fred. Les zones més afectades per aquestes anomalies negatives van ser el litoral i prelitoral gironí, les terres de l'Ebre i punts de la depressió Central. Com a excepció, es troben la serra de les Alberes i punts del Pirineu oriental, amb anomalies lleugerament positives.
La distribució de la precipitació va ser irregular, conseqüència de les tempestes que van caracteritzar la pluviometria d'aquest mes. S'observa, però, una zonificació de la precipitació, resultant plujós o molt plujós a la meitat oriental i el Pirineu central i sec o molt sec a la resta de Catalunya. Les situacions que van provocar les tempestes es podrien qualificar de més característiques de finals d'estiu o principis de tardor, amb pas de fronts de l'oest, que en contacte amb la massa càlida mediterrània eren reactivats.
Es van produir tempestes importants els dies 6, 7, 12 i 19. D'altra banda, els valors de temperatura dels dies 27 i 28 van contrastar amb la resta del mes, ja que van superar els 40 °C a punts de la depressió Central, la conca de Tremp, la Ribera d'Ebre i el Priorat.

### Setembre
El mes de setembre va ser fred i sec o molt sec a la major part de Catalunya.
Pràcticament tot el Principat va registrar valors de temperatura per sota de la mitjana climàtica. Les zones on aquestes anomalies van ser més accentuades, per sota de -2 °C, van ser el Pirineu occidental i punts del Prelitoral i de la depressió Central. Aquests valors freds es poden justificar per les entrades d'aire fred del nord, especialment entre els dies 24 i 28. Només va ser lleugerament càlid el mes de setembre al Barcelonès, la serra de les Alberes i del Montseny i la part central del Berguedà.
Setembre va ser sec o molt sec a quasi tot el territori, excepte a un sector de la comarca del Pla d‘Urgell, afectada per una tempesta el dia 17. Les situacions anticiclòniques dominants, que van aportar fluxos del nord, freds i secs, expliquen la manca de precipitació generalitzada. Les baixes pressions van venir majoritàriament del sud, donant precipitació a la meitat meridional de Catalunya, però insuficient per arribar als valors climàtics normals.
S'ha de destacar l'episodi de pedregada del dia 17 a la depressió Central, la més important dels darrers 15 anys.

### Octubre
Octubre va ser fred i irregular des del punt de vista pluviomètric, tot i que bona part del país es pot qualificar de seca.
El mes es va caracteritzar per valors de temperatura per sota de la mitjana a gairebé tot el territori, amb anomalies d'entre -0,5 i -1,0 °C, Les raons van ser la nuvolositat dominant la primera quinzena d'octubre, impedint la pujada de la temperatura màxima i sobretot els escolaments d'aire fred durant els últims 10 dies del mes. A la costa central i la serra de les Alberes, però, es van registrar valors lleugerament per sobre d la mitjana.
La distribució de la precipitació va ser molt irregular. Si bé aquest mes es pot qualificar com a sec a bona part de Catalunya, i fins i tot molt sec a punts de l'Alta Ribagorça i el Segrià, es van produir excepcions al litoral i prelitoral centrals, els Ports, l'extrem sud del Principat, el Tarragonès, punts del Baix Empordà, del Pla de l'Estany i del Priorat. Aquesta irregularitat va ser causada per baixes pressions desenganxades del corrent general, que van provocar tempestes d'intensitats i quantitats diverses.

### Novembre
El mes de novembre va ser fred i molt sec a la major part del Principat.
Les temperatures van estar per sota de la mitjana a gairebé tot el territori, excepte a les parts més elevades del Pirineu i Prepirineu, on les anomalies van ser positives. Aquest comportament de la temperatura s'explica per la presència d'una massa d'aire freda i per la persistència de temps estable, que va provocar que l'aire s'acumulés al fons de les valls i les depressions. D'aquesta manera, la temperatura en aquests indrets era, en moltes ocasions, més baixa que a cotes més elevades. Les anomalies a la depressió Central van arribar fins i tot a -4 °C. Com a excepció de la situació general, al Barcelonès les temperatures van ser superiors a la mitjana climàtica degut a l'efecte de l'illa de calor.
Les altes pressions predominants aquest mes van ser les causants de l'escassa precipitació registrada a gairebé tot el territori, donant com a resultat un mes molt sec. Només cal destacar un episodi de pluges del 19 al 23, que va deixar quantitats importants al vessant sud del Pirineu i del Prepirineu. Degut a aquest episodi, en aquests indrets es pot qualificar el mes de normal o fins i tot plujós.
Cal destacar l'episodi de fred del 15 al 18, en molts llocs es van enregistrar els valors de temperatura mínima absoluta més baixos dels mesos de novembre dels darrers 10 anys.

### Desembre
Desembre va ser fred i molt sec a gran part de Catalunya.
Gairebé tot el territori va tenir temperatures mensuals per sota de la mitjana. Aquest fet s'explica per la presència d'una massa d'aire fred sobre el Principat del dia 11 al 18 i del 24 al 31. En aquest segon període, es va donar temps estable persistent, que va provocar situacions d'inversió tèrmica. Únicament es van enregistrar anomalies positives al sud del Principat, els altiplans del Moianès i del Lluçanès i punts del litoral Central, del Bages i del Pla de l'Estany.
Aquest mes es pot qualificar com a molt sec a quasi tot el territori català, tret de l'extrem nord-oriental, i sobretot, a l'extrem meridional, on ha estat plujós o molt plujós. Les situacions causants van ser, d'una banda, el predomini de situacions anticiclòniques i de l'altra, situacions ciclòniques amb vents de llevant que van portar precipitacions al litoral i prelitoral nord i sud.
S'ha de remarcar l'episodi de vent del dia 7 al 12.